# Eska Music Awards 2015
Eska Music Awards 2015 byl čtrnáctý ročník udílení cen Eska Music Awards, který se konal 29. srpna 2015 v polském Štětíně. Ceny byly vysílány živě na TVP1 a moderátory byly Krzysztof „Jankes” Jankowski a Paulina Chylewska.
Speciálními zahraničními hosty koncertu byla formace Hurts a Adam Lambert. Mezi těmi, kdo předávaly sošky Eska Music Awards, byly mimo jiné Adam Małysz, Krzysztof Hołowczyc, Sylwester Wardęga, Aleksandra Szwed, Kaja Paschalska nebo Piotr Kupicha.

## Vítězové a nominovaní
| Nejlepší zpěvačka                                      | Nejlepší zpěvák |
| ------------------------------------------------------ | --- |
| - Margaret - Ewelina Lisowska - Kasia Popowska - Sarsa | - Kamil Bednarek - Grzegorz Hyży - Mrozu - Tabb                                                                                                 |
| Nejlepší skupina                                       | Největší hit |
| - Video - Kamil Bednarek - Enej - Sound’n’Grace        | - Sarsa – „Naucz mnie” - K2 feat. Buka – „1 moment” - Tabb a Sound’n’Grace – „Dach” - Kaen feat. Wdowa, Cheeba – „Zbyt wiele”                   |
| Nejlepší rádiový debut                                 | Eska TV Award – nejlepší videoklip |
| - Sound’n’Grace - Agata Dziarmagowska - K2 - Sarsa     | - Natalia Nykiel – „Bądź duży” - Donatan a Maryla Rodowicz – „Pełnia” - Grubson feat. Krzysztof Zalewski – „Złota kula” - Mrozu – „Poza logiką” |
| eskaGO Award – Najlepszy artysta w sieci               | Speciální cena – Nejlepší zahraniční interpret                                                                                                  |
| - Margaret - Donatan a Cleo - K2 - Grzegorz Hyży       | - Adam Lambert |

## Účinkující
Během galavečeru se představili:
- Cleo – „All About That Bass”, „Black Widow”, „Shake It Off” a „Break Free”
- Margaret, Sarsa, Cleo spolu s Tabb a Sound’n’Grace – „Love Me Like You Do”
- Hurts – „Wonderful Life ” a „Some Kind of Heaven”
- Sarsa – „Naucz mnie”
- Enej – „Kamień z napisem Love”
- Grzegorz Hyży – „Wstaję”
- Natalia Nykiel – „Bądź duży”
- Tabb a Sound’n’Grace – „Dach”
- K2 feat. Buka – „1 moment”
- Agata Dziarmagowska – „Lean On” a „President”
- Donatan a Maryla Rodowicz – „Pełnia”
- Video – „Wszystko jedno”
- Kaen feat. Wdowa a Cheeba – „Zbyt wiele”
- Margaret – „Start a Fire” a „Heartbeat” spolu s „Thank You Very Much” (v duetu s Krzysztofem Jankowským)
- Adam Lambert – „Ghost Town” a „Another Lonely Night”